# Molly Weasley
Molly Weasley (r. Prewett; *30. listopada 1950.) imaginaran je lik iz serije romana o Harryju Potteru. Ona je vještica i kućanica, udana je za Arthura Weasleyja i majka je Billa, Charlieja, Percyja, Freda, Georgea, Rona i Ginny. Vjerojatno je nećakinja Ignatiusa Prewetta (koji je bio oženjen Lucretiom Black). 
Njezina najmlađa djeca, Ron i Ginny, najbolji su prijatelji Harryja Pottera i Hermione Granger (Ginny je izlazila s Harryjem tijekom svoje pete godine). Molly je Harryja i Hermionu, koji nemaju čarobnjačke obitelji, prihvatila kao svoju djecu i neslužbene članove obitelji Weasley. Posebno se zaštitnički ponaša prema Harryju zato što je on siroče kojeg njegova jedina obitelj maltretira. Kad je Molly u Harryju Potteru i Plamenom peharu čula neistinite priče o tome kako Hermiona vara Harryja s Viktorom Krumom, počela se hladno ponašati prema Hermioni sve dok joj Harry nije objasnio da je ta priča samo još jedna izmišljotina Rite Skeeter (Hermiona zapravo nikad ni nije bila Harryjeva djevojka pa se njezina veza s Krumom ne može nazvati varanjem). Molly se nakon objašnjenja opet počela ponašati normalno prema Hermioni.
Ponekad se čini da se Molly prema Harryju ponaša čak i bolje nego prema svojoj djeci, a pogotovo Ronu. Očiti je primjer toga kad Molly u Harryju Potteru i Plamenom peharu Ronu da groznu iznošenu svečanu pelerinu (koja izgleda kao da je za djevojke) dok je Harryju nabavila znatno ljepšu pelerinu i čini se da joj uopće ne smeta Ronov sram zbog izgleda pelerine; kad je Ron rekao da neće odjenuti tu pelerinu, Molly mu je rekla da može ići gol, a Harryju je nabacila da ga fotografira zato što bi joj dobro došlo malo smijeha. Ipak, trebalo bi naglasiti da je Harryjeva pelerina kupljena njegovim novcem dok je Ron dobio rabljenu zato što Weasleyjevi imaju znatno manje novca od Harryja. Potpuno suprotno prethodno navedenom događaju, Molly je bila presretna kad je Ron postao gryffindorskim prefektom te ga je zbog toga izgrlila i izljubila, na gađenje Freda i Georgea, te mu je čak ponudila da mu kupi novu svečanu pelerinu kao nagradu (tada mu svečana pelerina više ne bi pomogla zato što učenici pete i šeste godine nisu prisustvovali nikakvim svečanim prigodama). Kako su mu Fred i George već kupili novu svečanu pelerinu (nakon Plamenog pehara), Molly je prihvatila da mu umjesto pelerine kupi novu leteću metlu.
Molly pokušava održavati red u kući, ali taj zadatak otežavaju Fred i George. Čini se da se Molly čvrsto drži pravila, ali tijekom školovanja u Hogwartsu je, zajedno sa svojim budućim suprugom, često kršila pravilo da svi učenici moraju biti u prostorijama svog doma do ponoći (vidi 4. knjigu).
Mollyin je najveći strah, koji je pokazao bauk koji ju je pokušao uplašiti, smrt njezinih voljenih osoba, što je posve razumljivo s obzirom na to da su njezina braća, Gideon i Fabian Prewett, ubijena dok su bili dio originalnog Reda feniksa. Molly se često ponaša previše zaštitnički prema svojoj djeci. Nakon nereda koje su na svjetskom prvenstvu u metloboju izazvali smrtonoše, brinula se da možda nikad više neće vidjeti Freda i Georgea nakon što se na njih naljutila posljednji put kad ih je vidjela.
Molly se nije sviđalo ponašanje Siriusa Blacka i Mundungusa Fletchera; Siriusovo zato što se ponašao ishitreno i neodgovorno, a Mundungusovo zato što je otišao po ukradene kotliće dok je trebao paziti na Harryja (Harry je zbog toga zamalo izbačen iz škole zato što je koristio čaroliju Expecto Patronus kako bi se obranio od dvojice dementora).
Molly nije podnosila Fleur Delacour, zaručnicu svog najstarijeg sina Billa, od samog upoznavanja, ali nije to željela priznati. Molly nije mogla shvatiti kako se Bill zaljubio u Fleur zato što je za Molly Fleur bila samo plitka i egoistična, a nije Molly dala ni razloga da o njoj misli drugačije. Molly se protivila Billovu i Fleurinu vjenčanju zato što su oboje premladi, a i vremena nisu sigurna, iako su se Arthur i ona također vjenčali tijekom opasnog razdoblja. Ginny je čak mislila da Molly pokušava dovesti Tonks na večeru u nadi da će Bill ostaviti Fleur zbog Tonks, ali nije znala da Molly zapravo tješi Tonks zbog njezinih problema u vezi s Remusom Lupinom. Molly je napokon prihvatila Fleur nakon što je Bill ozlijeđen u bitci u Hogwartsu; Molly je mislila da će Fleur ostaviti Billa zbog njegova unakažena lica, ali Fleur je sve iznenadila izjavom da voli Billa i da će se udati za njega bez obzira na njegove ožiljke.
Ubila je Bellatrix Lestrange 1998., u Darovima Smrti. 

## Ostalo
- Obitelj Weasley